# Ganimedes (księżyc)
Ganimedes (Jowisz III) – największy księżyc Jowisza, należący do grupy księżyców galileuszowych. Jest równocześnie największym znanym księżycem w Układzie Słonecznym, ma większą średnicę od Merkurego, najmniejszej planety w Układzie Słonecznym.
Wszystkie księżyce galileuszowe można dostrzec przez zwyczajną lornetkę.

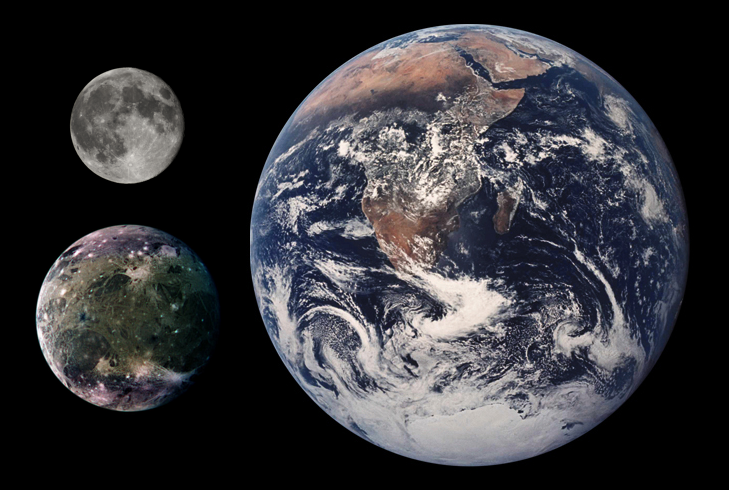
Księżyc, Ganimedes i Ziemia w tej samej skali

## Odkrycie i nazwa
Odkrycie Ganimedesa przypisywane jest zwyczajowo Galileuszowi, który skierował na Jowisza skonstruowaną przez siebie lunetę i dostrzegł w pobliżu cztery stale zmieniające położenie „gwiazdy”. Były to największe księżyce Jowisza, później nazwane „galileuszowymi”.
W 1614 roku ukazało się dzieło niemieckiego astronoma Simona Mariusa „Mundus Jovialis”, w którym twierdził on, że dostrzegł te cztery obiekty na kilka dni przed Galileuszem. Galileusz określał to dzieło jako plagiat.
Nazwa księżyca Ganimedes, zaproponowana przez Mariusa, przyjęła się dopiero w XX wieku. Pochodzi od Ganimedesa, kochanka boga Zeusa z mitologii greckiej (odpowiednika rzymskiego Jowisza).

## Powierzchnia

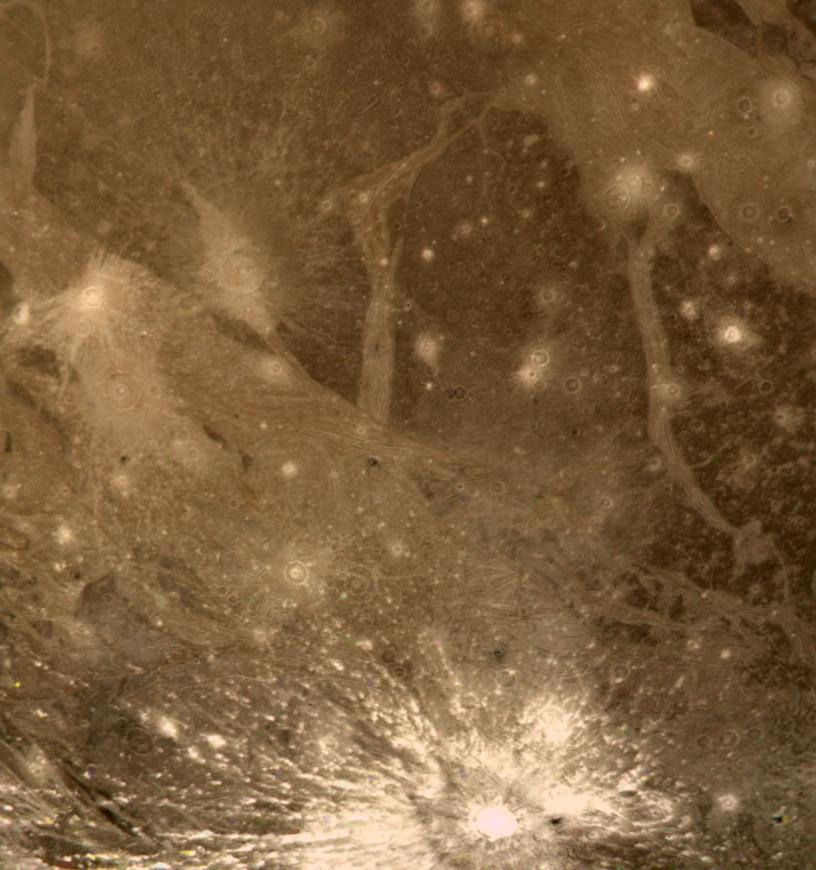
Jasne i ciemne regiony na powierzchni Ganimedesa

W końcu XX i na początku XXI wieku wokół Jowisza krążyła sonda Galileo. Na podstawie danych z tego próbnika wiemy, że Ganimedes wykazuje zróżnicowanie powierzchni – są tam obszary geologicznie młode, charakteryzujące się jaśniejszą barwą i występowaniem rowów, oraz starsze, ciemniejsze, które wyróżnia duża liczba kraterów uderzeniowych.
Na powierzchni księżyca dostrzec można obszary, które prawdopodobnie przesuwały się względem siebie, jak płyty kontynentalne na Ziemi, a na ich obrzeżach wypiętrzały się – widoczne do dziś – góry. Wydaje się jednak, że aktywność tektoniczna Ganimedesa ustała.
Na powierzchni księżyca są widoczne polarne czapy lodowe na szerokościach począwszy od 40 równoleżnika.

## Budowa wewnętrzna

Budowa wewnętrzna Ganimedesa (model z pojedynczym oceanem)

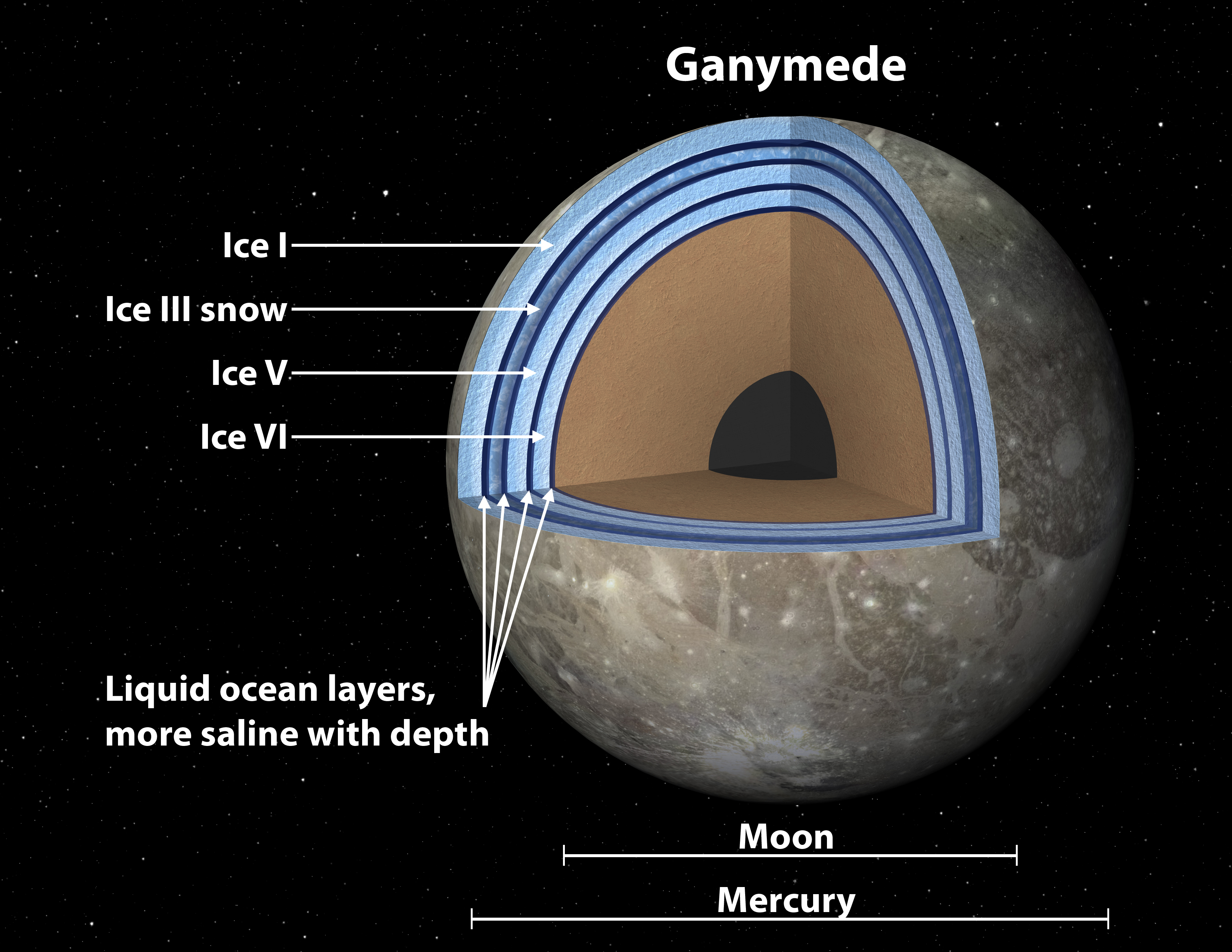
Budowa wewnętrzna Ganimedesa (model wielowarstwowy)

Ganimedes jest największym księżycem Układu Słonecznego, większym od Plutona i Merkurego. Jednak jego średnia gęstość jest niska (nieco ponad 1,9 g/cm³), przez co masa księżyca stanowi zaledwie połowę masy Merkurego. Ganimedes jest księżycem lodowym, złożonym w znacznym stopniu z lodu wodnego.
Ganimedes ma wyraźnie zróżnicowaną strukturę wewnętrzną. W jego wnętrzu jest stosunkowo niewielkie żelazne jądro, otoczone grubym, zbudowanym z krzemianów płaszczem. Ponad płaszczem rozciąga się powłoka zbudowana z warstw lodu i słonej wody. Może to być kilka warstw stałych i ciekłych ułożonych naprzemiennie. Najgłębiej, w kontakcie ze skałami płaszcza, może istnieć warstwa silnie zasolonej wody, ponad nią gęsty lód VI, wyżej pośrednie warstwy stałe może tworzyć lód V i lód III. Są to wysokociśnieniowe formy lodu, niewystępujące naturalnie na Ziemi, o innej strukturze krystalicznej niż znany z życia codziennego lód Ih. Taki lód tworzy najbardziej zewnętrzną warstwę, twardą skorupę o grubości kilkunastu kilometrów.

## Atmosfera
Obserwacje Teleskopem Hubble’a wskazują na istnienie wokół Ganimedesa bardzo rozrzedzonej atmosfery, która składa się niemal w 100% z tlenu. Powstaje ona w wyniku dysocjacji lodu powierzchniowego w efekcie napromieniowania. Grawitacja księżyca nie zatrzymuje uwolnionego przy tym lotnego wodoru, pozostawiając tlen.

## Pole magnetyczne

Pole magnetyczne w pobliżu Ganimedesa. Zamknięte linie własnego pola magnetycznego zaznaczone są na zielono

Ganimedes jest jedynym księżycem w Układzie Słonecznym posiadającym własne dipolowe pole magnetyczne, na tyle silne, że tworzy niewielką magnetosferę, częściowo chroniącą powierzchnię przed promieniowaniem z magnetosfery Jowisza. Świadczy to najprawdopodobniej, że jądro księżyca jest częściowo stopione i funkcjonuje (lub funkcjonował) w nim mechanizm dynama magnetohydrodynamicznego, podobny do ziemskiego. Indukcja tego pola osiąga w okolicy biegunów magnetycznych 1,2 μT, ok. 1/50 wartości ziemskiej. Pole magnetyczne księżyca jest w okolicy równikowej skierowane przeciwnie do pola planety, zatem może zachodzić rekoneksja magnetyczna.
Dodatkowo pole magnetyczne Ganimedesa ma składową indukowaną zmianami pola magnetosfery Jowisza. Dokładne pomiary sondy Galileo pozwoliły pokazać, że indukowane pole stanowi tylko 84% pola przewidywanego przez wyliczenia teoretyczne. Różnica ta może świadczyć o istnieniu warstwy ciekłej wody pod powierzchnią.

## Badania
Obserwacje tego księżyca z bliska zostały przeprowadzone przez przelatujące przez układ Jowisza sondy Pioneer 10 i 11, Voyager 1 i 2, New Horizons oraz orbitujące wokół planety sondy Galileo i Juno. Ganimedes ma być głównym celem badań projektowanej misji Europejskiej Agencji Kosmicznej Jupiter Icy Moon Explorer (JUICE).

## Fantastyka naukowa
Większa część akcji książki Sola z nieba północnego Bohdana Peteckiego rozgrywa się w bazie obcych na powierzchni Ganimedesa; księżyc ten pojawia się zresztą częściej w jego twórczości jako miejsce, gdzie znajdują się ludzkie bazy kosmiczne. W książce Zagubieni. Inwazja Marcina Mortki matka Doriana Tomlinsona pracowała na Ganimedesie. W serialu Fred szczęściarz, gdy Brygida mówi, że jej ojciec za karę pośle ją na księżyc Jowisza, Piętaszek mówi, że na Ganimedesie jest bardzo przyjemnie.